# بويان تاديتش (كرة سلة)
بويان تاديتش مواليد 16 فبراير 1972 في كراغوييفاتس، جمهورية صربيا الاشتراكية، هو لاعب كرة سلة صربي معتزل. بدأ مسيرته الاحترافية في سنة 1988.

## المسيرة الاحترافية
لعب مع نادي بوسنا رويال لكرة السلة من سنة 1988 إلى 1900، ثم لعب مع نادي سلوفان لكرة السلة في موسم 1994–1995، ثم لعب مع نادي ريد ستار لكرة السلة في موسم 1996–1997، ثم لعب مع إم زد تي سكوبيه في موسم 1997–1998.

## روابط خارجية
- بويان تاديتش (كرة سلة) على موقع كرة السلة الأوروبية.كوم (الإنجليزية)
- بويان تاديتش (كرة سلة) على موقع بروبوليرز (الإنجليزية)